# Vachellia ditricha
Vachellia ditricha là một loài thực vật có hoa trong họ Đậu. Loài này được (Pedley) Kodela mô tả khoa học đầu tiên năm 2006.